# (29853) 1999 FZ26
A (29853) 1999 FZ26 a Naprendszer kisbolygóövében található aszteroida. A LINEAR projekt keretében fedezték fel 1999. március 19-én.